# L'Appel du silence
Pour plus de détails, voir Fiche technique et Distribution.
L'Appel du silence est un film français réalisé par Léon Poirier et sorti en 1936.
Il s'agit d'un portrait sur la vie de Charles de Foucauld (1858-1916), du premier film parlant du réalisateur et du dernier rôle de Suzanne Bianchetti.

## Synopsis
Charles de Foucauld est missionnaire au Sahara, où il est surnommé « L'hermite du Sahara » ; le film raconte l'avant et l'après de sa conversion. Sa vie d'ermite se termine par son assassinat à Tamanrasset par des rebelles.

## Fiche technique
- Titre original : L'Appel du silence
- Réalisation, scénario et dialogues : Léon Poirier
- Musique : Claude Delvincourt et Joseph-Eugène Szyfer[2]
- Photographie : Georges Goudard et Georges Million
- Son : Maurice Menot[2]
- Production : Léon Poirier
- Société de production : Société artistique commerciale et industrielle de cinémas  (S.A.C.I.C)
- Société de distribution : Régina[2]
- Format : noir et blanc - 35 mm - 1,37:1 — Son mono
- Genre : biographie, drame
- Durée : 109 minutes[4]
- Date de sortie : 
  - France : 2 mai 1936[2]
- Affiche : René Péron (France)

## Distribution
- Jean Yonnel : Charles de Foucauld
- Alice Tissot : la femme du notaire
- Jacqueline Francell : Mlle X, la danseuse
- Suzanne Bianchetti : la femme du monde
- Jeanne Marie-Laurent
- Auguste Boverio
- Thomy Bourdelle : le général
- André Nox
- Pierre Nay : le marquis de Morès
- Fernand Francell
- Fred Pasquali : le journaliste
- Pierre Juvenet : 	le colonel de garnison
- Georges Mihalesco
- Henry Defreyn
- Jean Kolb
- Maurice de Canonge
- Victor Vina
- Maurice Schutz : le supérieur des Trappistes
- Émile Saint-Ober
- Pierre Athon : le lieutenant de Guissart
- Pierre de Guingand : le général Laperrine
- Alfred Pasquali : le journaliste de Gil Blas
- Alexandre Mihalesco

## Production
L'Étude op. 10, no 3 de Frédéric Chopin y est jouée au piano par Mireille Monard.

## Récompenses
En 1936, L'Appel du silence obtient le grand prix du cinéma français,.